# Haplidus nitidus
Haplidus nitidus là một loài bọ cánh cứng trong họ Cerambycidae.